# Cambes-en-Plaine
Cambes-en-Plaine település Franciaországban, Calvados megyében. Lakosainak száma 1804 fő (2022. január 1.). Cambes-en-Plaine Anisy, Biéville-Beuville, Épron, Mathieu, Saint-Contest és Villons-les-Buissons községekkel határos.

## Népesség
A település népességének változása:
| Lakosok száma | 332  | 792  | 972  | 1522 | 1467 | 1690 | 1722 | 1753 | 1717 | 1804 |
|               | 1968 | 1982 | 1990 | 2006 | 2013 | 2015 | 2017 | 2019 | 2020 | 2022 |